# 230 Athamantis
230 Athamantis је астероид главног астероидног појаса са пречником од приближно 108,99 km.
Афел астероида је на удаљености од 2,528 астрономских јединица (АЈ) од Сунца, а перихел на 2,235 АЈ.
Ексцентрицитет орбите износи 0,061, инклинација (нагиб) орбите у односу на раван еклиптике 9,438 степени, а орбитални период износи 1342,970 дана (3,676 године).
Апсолутна магнитуда астероида је 7,35 а геометријски албедо 0,170.
Астероид је откривен 3. септембра 1882. године.